# The Köln Concert
Az 1975 őszén megjelent The Köln Concert Keith Jarrett zongora-improvizációit tartalmazó koncertlemeze. Az album a jazz-történelem legkelendőbb szólóalbuma lett, egyben a legnagyobb példányszámban eladott zongoraalbum is (több mint 3 és fél millió példányban kelt el). Szerepel az 1001 lemez, amit hallanod kell, mielőtt meghalsz című könyvben.
2006-ban Tomasz Trzciński lengyel zongorista a Blue Mountains nevezetű albumon kiadta a hangverseny saját interpretációját.

## Az album dalai
|    | Cím      | Szerző(k)     | Hossz |
| -- | -------- | ------------- | ----- |
| 1. | Part I   | Keith Jarrett | 26:01 |
| 2. | Part IIa | Keith Jarrett | 14:54 |
| 3. | Part IIb | Keith Jarrett | 18:13 |
| 4. | Part IIc | Keith Jarrett | 6:56  |

## Közreműködők
- Keith Jarrett – zongora

## Fordítás
Ez a szócikk részben vagy egészben a The Köln Concert című angol Wikipédia-szócikk ezen változatának fordításán alapul.  Az eredeti cikk szerkesztőit annak laptörténete sorolja fel. Ez a jelzés csupán a megfogalmazás eredetét és a szerzői jogokat jelzi, nem szolgál a cikkben szereplő információk forrásmegjelöléseként.